# Pallacanestro 3x3 ai Giochi dei piccoli stati d'Europa
La Pallacanestro 3x3 è inserito nel programma dei Giochi dei piccoli stati d'Europa dalla diciannovesima edizione che si è svolta nel 2023.

## Edizioni
| Giochi | Anno | Sede               | Gare |
| ------ | ---- | ------------------ | ---- |
| XIX    | 2023 | Ta' Qali           | 2    |
| XX     | 2025 | Escaldes-Engordany | 2    |

## Medagliere complessivo
Aggiornato alla ventesima edizione
| Posiz. | Nazione     | Oro | Argento | Bronzo | Totale |
| ------ | ----------- | --- | ------- | ------ | ------ |
| 1      | Lussemburgo | 2   | 1       | 0      | 3      |
| 2      | Cipro       | 2   | 0       | 1      | 3      |
| 3      | Andorra     | 0   | 2       | 1      | 2      |
| 4      | Malta       | 0   | 1       | 1      | 2      |
| 5      | Monaco      | 0   | 1       | 0      | 1      |
| Totale | Totale      | 4   | 4       | 4      | 12     |